# 俞廷柏
俞廷柏（?—?），字懋园，江苏苏州府昭文县人，乾隆己亥科举人，庚子科进士。历任刑部陕西司郎中，安徽六安州霍山县知县、安慶府桐城县知县，吏部验封司员外郎，掌稽勋司印兼稽俸厅事，后充则例馆纂修、陕西候补知府等职。诰受朝议大夫，晋赠中议大夫，著有《懋园文集》。
有子俞焯，道光六年丙戌科进士；另一子俞照与翁心存是儿女亲家。